# Jeroen Mettes
Jeroen Mettes (Eindhoven, 24 maart 1978 - Den Haag, 21 september 2006) was een Nederlandse dichter, essayist en blogger.

## Leven
Jeroen Mettes groeide op in Valkenswaard, studeerde filosofie in Utrecht, en literatuurwetenschap aan de Universiteit Leiden, waar hij tot 2006 aan een proefschrift werkte over poëtisch ritme. 
In 1999 begon hij aan een lang prozagedicht dat hij de naam N30 gaf. Dat was de codenaam van de anti- of andersglobalistische protesten in Seattle tijdens de onderhandelingen van de WTO. De betogers eisten een wereldwijde erkenning van eerlijke handel, vakbonden en milieuwetgeving. Zeven jaar later, in 2006, was er een gedicht ontstaan van zo'n 60.000 woorden lang.
In 2005 startte Jeroen Mettes het blog Poëzienotities. Belangrijk onderdeel van dat blog werd het Dichtersalfabet. Mettes besprak - in alfabetische volgorde - op zijn blog de poëziebundels die hij aantrof in boekhandel Verwijs in zijn woonplaats Den Haag.  Hij begon met de A van Anne van Amstel, en zou eindigen bij de G van Goudeseune. Als dichter debuteerde Jeroen Mettes in het tijdschrift Parmentier met de reeks van vier gedichten getiteld 'In de sfeer van het gestelde'. Als jonge twintiger had hij al prozabijdragen geleverd aan onder meer de tijdschriften Zoetermeer en Passionate. In 2006 trad Mettes toe tot de redactie van het tijdschrift yang. Hij was ook vast medewerker van het tijdschrift Parmentier. 
Op 21 september 2006 plaatste hij een lege post op zijn blog. Diezelfde dag maakte hij een einde aan zijn leven. Hij liet naast zijn gedichten, essays en zijn blog, een ver gevorderd Engelstalig proefschrift na. 

## Werk

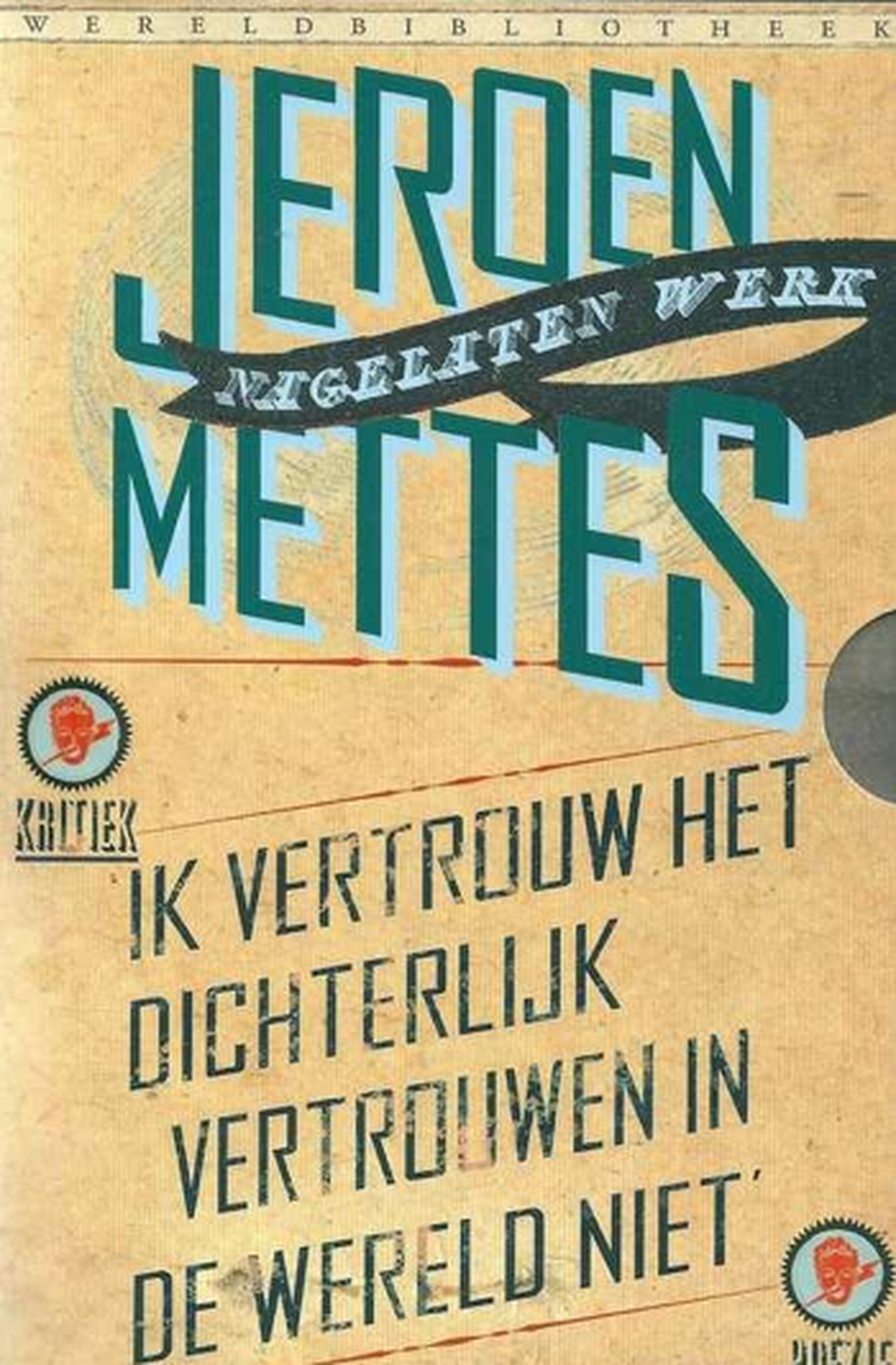
Nagelaten werk

In 2011 verscheen het Nagelaten werk van Jeroen Mettes bij uitgeverij Wereldbibliotheek. Het bestaat uit twee delen. De poëzie werd gebundeld in het volume N30+. Dit volume is grotendeels gevuld met het lange prozagedicht N30, dat uit 32 hoofdstukken bestaat. Een selectie van blogteksten, de nagelaten essays en een poëtica bij N30 werd gebundeld onder de titel Weerstandsbeleid. De Vlaamse dichter en literatuurwetenschapper Geert Buelens verzorgde het nawoord. De twee delen Nagelaten werk werden bezorgd door Piet Joostens, Frans-Willem Korsten en Daniël Rovers.

## N30
De afzonderlijke zinnen in N30 laten zich zonder veel moeite begrijpen. De dichter blijft dicht bij de spreektaal. Hij biedt een nauwkeurig gecomponeerde stroom van observaties, herinneringen, maximen aan. Deze open poëzie is zelf uiterst citeerbaar.  Het avontuur voor de lezer houdt zich echter op in de verhouding tussen de verschillende zinnen. En in het ritme dat de verschillende zinnen laten horen. Omdat er nauwelijks sprake is van logische coherentie, zal de lezer van Mettes' poëzie zijn interpretatie gedurende het leesproces voortdurend moeten bijstellen.
Quotes: 
- 'Poëzie is sneller dan de journalistiek.'
- 'Je vraagt me om een Valentijnskaart te sturen en dan ben je boos omdat ie roze is?'
- 'De geur van een Bruynzeel potlood: je hele leven past erin.'
- 'Een zin betekent dat er een toekomst is.'

## Invloed
Mettes moet vooral in een internationale, met name Amerikaanse poëtische praktijk worden geplaatst, waarbij de naam van de zogeheten L=a=n=g=u=a=g=e-poets genoemd kan worden. Language-dichters hebben een voorkeur voor langere en meer prozaïsche vormen van poëzie. Hun werk kenmerkt zich door het ondermijnen van de door lezers als natuurlijk ervaren aanwezigheid van een spreker of dichter achter het gedicht. In het nawoord dat Mettes schreef bij zijn grote prozagedicht N30 noemde hij onder meer de Language-dichter Ron Silliman, met name diens opstel 'The New Sentence’. Silliman stelde in de gelijknamige essaybundel uit 1977 een poëzie voor van verzamelde zinnen; zinnen die alinea-achtige eenheden bijeen worden gehouden, en waarvan de werking letterlijk tussen de regels ligt. Een andere naam die kan worden genoemd is die van Bruce Andrews. 
Mettes lijkt vooral beïnvloed te zijn door het biografisch schrijven dat de Amerikaanse experimentele poëzie ook kenmerkt.
Op zijn blog verwees Mettes vaak naar muziek en hij toonde zich vooral een hiphopliefhebber en -kenner. De invloed van het gesproken woord op zijn poëzie kan moeilijk worden overschat.

## Reacties
Jeroen Mettes werd in eerste instantie bekend vanwege zijn blog. Daarop reageerden dichters en critici als Samuel Vriezen, Eva Cox, J.H. De Roder. Al snel zouden onder meer Jos Joosten, Geert Buelens en Marc Kregting in respectievelijke essaybundels verwijzen naar het werk van de blogger Jeroen Mettes. Delen van de poëzie uit N30 werden na zijn dood gepubliceerd in Parmentier, yang en De Witte Raaf.
Bij verschijning van het Nagelaten werk verschenen besprekingen in onder meer Trouw, NRC Handelsblad, NRC Next, Het Parool en De Morgen. In de Volkskrant werd gepeild naar de persoon achter het werk. Kees 't Hart vergeleek in De Groene Amsterdammer N30 met het epische gedicht Mei van Herman Gorter, en stelde dat het werk het hem mogelijk maakte 'poëzie en mijn verlangen ernaar opnieuw te overdenken ... verbazingwekkend, ontroerend en verbijsterend, dit gedicht is de wereld.' Voorafgaand aan de uitreiking van de C. Buddingh'-prijs, waarvoor Jeroen Mettes postuum genomineerd werd, schreef Piet Gerbrandy dat N30 een buitencategorie vertegenwoordigde, dat in niets lijkt op wat men zich normaliter bij poëzie voorstelt. 
In 2013 werd de website N30+ opgestart. Hierop hoofdstukken van het (onvoltooide) Engelstalige proefschrift van Jeroen Mettes, getiteld The Poetry of the Formless, en essays en beschouwingen over zijn werk.
In 2018 werd de boekenverzameling van Jeroen Mettes overgedragen aan het Poëziecentrum in Gent, alwaar ze geraadpleegd kan worden door onderzoekers en het lezend publiek.
In 2022 verscheen het boek Vluchtlijnen van de poëzie. Over het werk van Jeroen Mettes bij Academia Press. Er staan bijdragen in van onder meer Aukje van Rooden, Frans-Willem Korsten, Kim Schoof, Johan Sonnenschein en Lodewijk Verduin. De redactie was in handen van Siebe Bluijs en Bram Ieven.

## Plantsoen

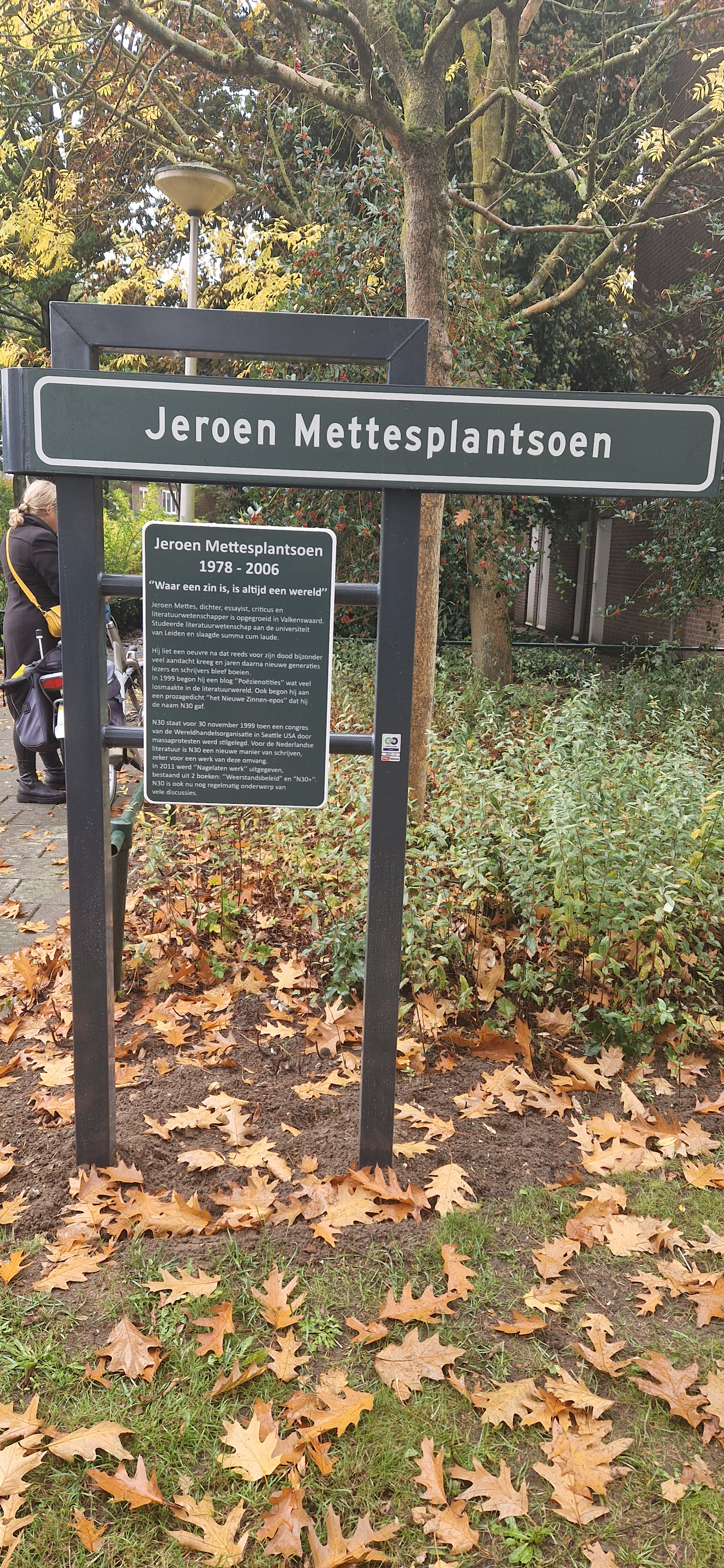

Aan de Smelen in Valkenswaard is een plantsoen naar hem vernoemd. Het naambordje is op 20 oktober 2022 onthuld in het bijzijn van burgemeester Ederveen.